# Central y Terminal de Autobuses de Atlacomulco
La Central y Terminal de Autobuses de Atlacomulco “Don Miguel Díaz Guadarrama”, es la más importante del norte del estado, pues de aquí se puede conectar a una gran cantidad de destinos estatales y nacionales.

## Historia
En el año 2002 se inicia la construcción de esta Terminal, debido a la creciente demanda por parte de la población, a estas fechas el corralón que se utilizaba para estas operaciones había sido rebasado, motivo por el cual el Grupo Toluca, encabezado por la Empresa Autotransportes Herradura de Plata, dan forma a este proyecto, para mejorar el servicio que se brinda a los más de 20,000 usuarios que día a día hacen uso de las instalaciones. Su construcción finaliza en diciembre de 2003, pero es hasta el 2 de junio de 2004 cuando se inaugura oficialmente con la presencia del gobernador del estado, así como autoridades locales y directivos de la empresa.
En abril de 2015, inician los trabajos de ampliación y modernización, los cuales tendrán una duración de un año, en donde se construirá otro estacionamiento subterráneo, patio de maniobras y la extensión del edificio principal.

## Especificaciones de la Terminal
- Número de andenes: 40
- Espacios de aparcamiento de autobuses:8
- Superficie total de la terminal:
- Servicio de Estacionamiento: Subterráneo
- Número de taquillas: 9
- Número de locales comerciales: 7
- Salas de espera: 2
- Empresas de Autotransporte: 14
- La Terminal de Atlacomulco mueve en promedio unos 6,000,000 pasajeros al año , esto con salidas casi cada 5 minutos de un autobús para 40 personas promedio

## Destinos
| Líneas de Autobuses                                                   | Destinos |
| --------------------------------------------------------------------- | --- |
| Autovías Centro Occidente/La Línea                                    | Colima, Guadalajara, Jilotepec, Manzanillo, Maravatio, Cd de México Norte, Cd de México Poniente, Morelia, Querétaro Central, Tecomán, Tepotzotlán, Tequesquinahuac, Toluca Central, Toluca PRI |
| Autotransportes Herradura de Plata Pegasso                            | Acambay, Amealco, Contepec, El Oro, Maravatio, Cd de México Poniente, Querétaro Central, San Felipe del Progreso, San Juan del Río, Temascalcingo, Tepuxtepec, Tlalpujahua, Toluca Central |
| Viajero                                                               | Bioparque Estrella, Jilotepec, Cd de México Norte, Santiago Acutzilapan, Temascalcingo, Tepotzotlán, |
| Transportes Urbanos y Suburbanos de Atlacomulco                       | Acambay, El Oro, Ixtlahuaca, Jocotitlán, Maravatio, San Felipe del Progreso, Temascalcingo, Tlalpujahua |
| Autotransportes México Toluca San Luis Mextepec Querétaro Flecha Roja | Acambay, Amomolulco, Desviación Aculco, Desviación Miranda, Desviación Polotitlán, Deviacion Sauz Alto, Ixtlahuaca, Mavoro, Cd de México Poniente, Puente Nuevo, Querétaro Central, San Antonio Bokini, San Juan del Río, San Mateo Atenco, Taborda, Toluca Central |
| Flecha Roja Plus                                                      | Querétaro, Toluca. |
| Turismos y Autobuses México Toluca Triangulo Flecha Caminante         | El Oro, Cd de México Poniente. |
| Ómnibus de México                                                     | Agua Prieta, Casas Grandes, Camargo, Cananea, Cd. Altamirano, Cd. Juárez, Cd. Valles, Chihuahua, Cutzamala, Delicias, Durango, Ébano, Fresnillo, Gómez Palacio, Agencia Hamburgo, Imuris, Janos, Jiménez, Matamoros, Monterrey, Nuevo Laredo, Nogales, Pachuca, Parador Jiménez, Pistolas Meneses, Querétaro Central, Reynosa, Ricardo Flores Magon, Salinas, Saltillo, San Luis Potosí, Surcusal Indio, Tampico, Tamuín, Tejupilco, Tepic, Toluca Central, Torreón, Tula, Agencia El Vaquero, Vicente Guerrero, Zacatecas. |
| Ómnibus Mexicanos                                                     | Atlanta, Austin, Dallas, Fort Worth, Garland, Houston, Indiana, Laredo, San Antonio |
| Primera Plus                                                          | Aguascalientes, Celaya, Guadalajara, Guanajuato, Irapuato, La Peñita, León, Mazatlán, Puerto Vallarta, Querétaro Central, San Juan de los Lagos, San Luis Potosí, Toluca Central, Zapopan. |
| ETN / Turistar Lujo                                                   | Aguascalientes, Cuernavaca, Guadalajara, León, Cd de México Sur, Monterrey Central, Monterrey Churubusco, Nuevo Vallarta, Puebla, Puerto Vallarta, Querétaro, San Luis Potosí, Tepic, Zapopan. |
| Rápidos de Monte Alto grupo HP                                        | Metro Rosario, Nicolás Romero, Desviación San Bartolo Morelos, Santiago Acutzilapan, Tlalnepantla, Villa del Carbón. |
| Autobuses del Noroeste y Anexas ANASA                                 | Metro Rosario, Nicolás Romero, Desviación San Bartolo Morelos, Santiago Acutzilapan, Tlalnepantla, Villa del Carbón. |
| Autotransportes Metropolitanos de Atlacomulco AMASA                   | Tepeolulco, Potla, San Lorenzo, Mantopotla, Santiago, la joya, San Juan toxi, Endare. |
| Autotransportes del Norte del Estado de México ANEMSA                 | San Lorenzo, Manto potla, Pastores. |

## Transporte Público de pasajeros
- Servicio de Taxis.